# Любовта няма цена
„Любовта няма цена“ (на испански: El amor no tiene precio) е мексиканска теленовела от 2005 г., режисирана от Клаудио Рейес Рубио и Леонардо Даниел и продуцирана от Алфредо Шварц за Телевиса. Адаптация е на теленовелите Цената на един мъж от 1970 г., създадена от Каридад Браво Адамс, и Рехина Карбонел от 1972 г., създадена от Инес Родена.
В главните роли са Сусана Гонсалес и Виктор Нориега, а в отрицателните - Еухения Каудуро, Сусана Досамантес, Виктор Гонсалес и Габриела Вергара.

## Сюжет
Мария Лис живее в беден квартал в град Мексико заедно с дядо си, англичанина Хенри Александър. Мария Лис е на 12 г., когато баща ѝ изоставя нея и майка ѝ. Малко след това майка ѝ изпада в дълбока депресия и умира. Господин Александър губи богатството си със спада на фондовия пазар, а смъртта на дъщеря му засяга ума му. След много трудност, Мария Лис успява да заврши училище за медицински сестри, но тя никога не изоставя мечтата си да учи медицина.
Със скромната си заплата, Мария Лис разчита на дядо си, който все още пази един куфар, пълен с акции и се кълне, че някой ден ще възстанови състоянието си. Мария Лис разчита и на приятеля си Марсело, който учи за инженер. Но Марсело е егоист, който мисли само за дипломирането и как по-скоро да се махне от квартала, в който живее, както и да си намери добра работа, без да се интересува от жертвите на родителите му и Мария Лис.
В богатия квартал живее Себастиан с майка си, доня Лукресия. Себастиан е строителен инженер, честен, трудолюбив и сигурен в себе си, който мрази фалшивия свят, в който живее майка му, която е лишена от роднини от богатството на съпруга си, и така е принудена да работи, за да поддържа фалшив имидж на семейството.
Марсело успява да си намери работа в строителната компания, където работи Себастиан, и веднага забравя обещанието за сватба, дадено към Мария Лис. Марсело плете интриги, за да заеме поста на Себастиан, както и приятелката му Арасели, която е дъщеря на собственика на компанията.
При инцидент работник е ранен и Себастиан го отвежда в болницата, където работи Мария Лис. Въпреки че не протича с топли чувства първата им среща, Себастиан и Мария Лис се влюбват. Когато разбира за чувствата им, Лукресия започва да прави невъзможен живота на Мария Лис. Тя иска синът ѝ да има финансова сигурност и високо социално положение, които могат да бъдат осигурени чрез брака му с повърхностната Арасели, но Себастиан е открил в Мария Лиз жената на мечтите си, благородна, силна и искрена, и знае, че „любовта няма цена“.

## Актьори
Част от актьорския състав:
- Сусана Гонсалес – Мария Лис Гонсалес / Мария Елизабет Гонсалес Александър
- Виктор Нориега – Себастиан Монте и Вайе Севайос
- Еухения Каудуро – Арасели Монталбан Торебланка
- Виктор Гонсалес – Марсело Карвахал Мендес
- Сусана Досамантес – Лукресия Торебланка вдовица де Монталбан
- Габриела Вергара – Ивана Санта Лусия Алмонте вдовица де Монтес / Алма Санта Лусия Алмонте
- Роберто Вандер – Херман Гарсес
- Алма Делфина – Флор Мендес де Карвахал
- Хорхе Орасио Мартинес – Мигел Аугусто Монталбан / Абел Монталбан
- Хулиета Росен – Коралия де Ерера / Госпожа Александър
- Алба Роверси – Росалия
- Алехандро Авила – Арналдо Ерера
- Виктор Камара – Нелсън Сиснерос
- Мигел Дуранд – Фелипе Лимантур / Артуро Лимантур Гарсес Дел Олмо
- Клаудия Рейес – Йоланда
- Исмаел Ла Роса – Хуан Карлос Карвахал
- Марица Бустаманте – Федерика Мендес
- Джералдин Басан – Елизабет Монте и Вайе Гонсалес
- Кати Барбери – Енграсия Александър

## Премиера
Премиерата на Любовта няма цена е на 26 септември 2005 г. по Canal de las Estrellas. Последният 280. епизод е излъчен на 14 октомври 2006 г.